# Christopher Alexander Runge
Christopher Alexander Runge ist ein deutscher Unternehmensberater, Unternehmer, Vortragsredner und Autor.

## Leben
Runge studierte von 2006 bis 2010 Business Administration an der SRH Hochschule Berlin. Seit 2012 ist er Geschäftsführer und Inhaber der Berliner Kommunikationsagentur BETTERTRUST GmbH , bei der Eventunternehmer und Investor Jochen Schweizer als Beirat fungiert und die 2025 den Deutschen Preis für Onlinekommunikation (DPOK) in der Kategorie „Maschinenbau & Industrie“ gewonnen hat. Runge war und ist an weiteren Firmen- und Start-up-Gründungen beteiligt. Sein Engagement im FinTech-Bereich mündete in der Gründung und dem Vorsitz der YouCredit AG, deren Konzept für den Innovationspreis der Deutschen Wirtschaft nominiert war.
Runge war Initiator des Berliner Mittelstandstalks. Des weiteren hat er gemeinsam mit seinem Geschäftsführungspartner Allan Grap den monatlich stattfinden Futuretalk initiiert, in dem jeden Monat aktuelle gesellschaftliche und Wirtschaftsthemen diskutiert werden. Runge ist Autor mehrerer Bücher zu den Themen Kommunikation, Reputationsmanagement und Finanzen.
Runge lebt und arbeitet in Berlin.

## Publikationen
- mit Konstantin Reden-Lütcken: Freiverkehr - Der unregulierte Börsenmarkt: Chancen Und Risiken, München, FinanzBuch Verlag, 2012. ISBN 978-3-898-79683-5
- mit Konstantin Reden-Lütcken: Alternative Wege der Unternehmensfinanzierung: Chancen Und Risiken für Unternehmer und potenzielle Investoren praxisnah dargestellt. München, FinanzBuch Verlag 2014. ISBN 978-3-898-79683-5
- mit Anabel Ternès: Online-Handel: Reputationsmanagement. Wiesbaden, Springer Gabler 2015. ISBN 978-3-658-08958-0
- mit Anabel Ternès: Reputationsmanagement Versicherungen. Wiesbaden, Springer Gabler 2015. ISBN 978-3-658-08904-7
- mit Anabel Ternès: Reputationsmanagement Politik. Wiesbaden, Springer Gabler 2015. ISBN 978-3-658-08951-1
- mit AnabelTernès: Reputationsmanagement Banken. Wiesbaden, Springer Gabler 2015. ISBN 978-3-658-08902-3
- mit Anabel Ternès: Reputationsmanagement: Medical Care. Wiesbaden, Springer Gabler 2015. ISBN 978-3-658-08949-8
- mit Anabel Ternès: Reputationsmanagement: Manager und Führungskräfte. Wiesbaden, Springer Gabler 2015. ISBN 978-3-658-10307-1
- mit Anabel Ternès: Reputationsmanagement: Employer Branding. Wiesbaden, Springer Gabler 2016. ISBN 978-3658113179
- mit Anabel Ternès: Reputationsmanagement: Stiftungen, Verbände und Vereine. Wiesbaden, Springer Gabler 2016. ISBN 978-3-658-10864-9
- mit Allan Grap: Markenbotschafter Nr. 1: Warum CEOs heute völlig neu kommunizieren und zu Marken werden müssen. München, Redline Verlag 2021. ISBN 978-3868817232